# Han Tae-young
Han Tae-young (kor. 한 태영 ur. 4 września 1979) – południowokoreański zapaśnik w stylu klasycznym. Olimpijczyk z Pekinu 2008, gdzie zajął piąte miejsce w kategorii 96 kg.
Czterokrotny uczestnik mistrzostw świata, dziesiąty w 2006. Złoto na igrzyskach azjatyckich w 2006. Mistrz Azji w 2003, srebro w 2004, brąz w 2006 i 2008 roku. Trzeci w Pucharze Świata w 2006. Trzeci w Pucharze Azji w 2003.